# آرثر كرونكويست
آرثر كرونكويست (بالإنجليزية: Arthur Cronquist)‏ عالم نبات أمريكي، ولد في سان خوسيه، كاليفورنيا 19 آذار 1919 وتوفي خلال مهمة في جامعة بريغهام يونغ في ولاية يوتا بتاريخ 22 آذار 1992. إنجازه الأهم مو وضع نظام كرونكويست لتصنيف النباتات. اختص بنباتات الفصيلة النجمية (أو المركبة).